# سقنقور أرضي
سقنقور أرضي (الاسم العلمي: Geoscincus haraldmeieri)، جنس أحادي النوع من فصيلة السقنقورية: النوع الوحيد المقبول هو سقنقور أرضي هارالدميري Geoscincus haraldmeieri (سقنقور ماير).

## التأثيل
سُمي النوع G. haraldmeieri على اسم عالم الزواحف والبرمائيات الألماني هارالد ماير.

## النطاق الجغرافي
سقنقور أرضي هارالدميري معروف فقط من خلال عينتين جُمعت بالقرب من كولا في كاليدونيا الجديدة.

## الموائل وحالة الحفظ
تعرض موئل السقنقور الأرضي هارالدميري لتغيرات جوهرية منذ اكتشافه، والوضع الحالي لنوع غير معروف

## للاستزادة
- Böhme W (1976). "Über die Gattung Eugongylus Fitzinger, mit Beschreibung einer neuen Art (Reptilia: Scincidae) [=About the genus Eugongylus Fitzinger, with description of a new species (Reptilia: Scincidae)]". Bonner zoologische Beiträge 27: 245–251. (Eugongylus haraldmeieri, new species, pp. 248–249 + photograph on p. 245). (in German).
- Sadlier RA (1987). "A review of the scincid lizards of New Caledonia". Rec. Australian Mus. 39 (1): 1-66. (Geoscincus, new genus, p. 6; G. haraldmeieri, new combination, pp. 6–7, Figures 4–7).